# Марковичівська сільська рада
Марковичівська сільська рада — орган місцевого самоврядування у Локачинському районі Волинської області з адміністративним центром у с. Марковичі.

## Населені пункти
Сільській раді підпорядковані населені пункти:
- с. Марковичі
- с. Міжгір'я

## Населення
Згідно з переписом УРСР 1989 року чисельність наявного населення сільської ради становила 1193 особи, з яких 568 чоловіків та 625 жінок.
За переписом населення України 2001 року в сільській раді мешкали 442 особи.

### Мова
Розподіл населення за рідною мовою за даними перепису 2001 року:
| Мова       | Відсоток |
| ---------- | -------- |
| українська | 98,88 %  |
| російська  | 1,12 %   |

## Склад ради
Рада складається з 14 депутатів та голови.

## Керівний склад сільської ради
| ПІБ                   | Основні відомості                                                                  | Дата обрання | Дата звільнення |
| --------------------- | ---------------------------------------------------------------------------------- | ------------ | --------------- |
| Нижник Федір Іванович | Сільський голова, 1964 року народження, освіта, член Соціалістичної партії України | 26.03.2006   | 31.10.2010      |
| Нижник Федір Іванович | Сільський голова, 1964 року народження, освіта незакінчена вища, безпартійний      | 31.10.2010   |                 |

Примітка: таблиця складена за даними джерела